# Lijst van burgemeesters van Haarlemmerliede
Dit is een lijst van burgemeesters van de Nederlandse gemeente Haarlemmerliede in de provincie Noord-Holland sinds de afsplitsing van Spaarnwoude in 1817 tot de fusie met Spaarnwoude in 1857 tot de gemeente Haarlemmerliede en Spaarnwoude.
| Ambtsperiode | Naam burgemeester          | Partij of stroming | Bijzonderheden                                                                    |
| ------------ | -------------------------- | ------------------ | --------------------------------------------------------------------------------- |
| 1817 - 1831  | Jacob Kuyper               |                    | schout/burgemeester, tevens maire/schout/burgemeester van Spaarnwoude (1812-1831) |
| 1831 - 1836  | Jacob Pieter Crommelin     |                    |                                                                                   |
| 1836 - 1857  | jhr. Henry Gerard Barnaart |                    |                                                                                   |